# Chasing Through Europe
Chasing Throug Europe ist ein US-amerikanischer Liebesfilm von David Butler und Alfred L. Werker aus dem Jahr 1929. Der Film ist eine Fortsetzung von News Parade aus dem Jahr 1928.

## Handlung
Der Zeitungsreporter Dick Stallings lernt die US-Amerikanerin Linda Terry in London kennen. Sie reisen gemeinsam quer durch Europa und interviewen Politiker und andere Berühmtheiten. Die Brüder Phineas und Don Merrill versuchen indes, die hübsche Linda zu entführen.

## Hintergrund
Der Film wurde von der Produktionsfirma Fox Film Corporation fertiggestellt. Der Film wurde in Mono und Schwarz-Weiß aufgenommen. Das Filmmaterial beläuft sich auf eine Gesamtlänge von 1701,09 Meter (vertont) und 1713,59 Meter (Stummfilm-Variante). Die Aufnahmen wurden hauptsächlich in Europa gedreht. Dabei dienten die Städte Rom, London, Ypern und Paris als Schauplätze.
Chasing Through Europe feierte am 4. August 1929 in den USA seine Premiere.

## Rezeption
Hal Erickson schrieb in der New York Times, dass der Film „genießbar“ sei.